# (1116) Catriona
(1116) Catriona es el asteroide número 1116 y está situado en el cinturón principal. Fue descubierto por el astrónomo Cyril V. Jackson desde el observatorio Union de Johannesburgo el 5 de abril de 1929. Su designación alternativa es 1929 GD. Está posiblemente nombrado por la novela Catriona del escritor escocés Robert Louis Stevenson (1850-1894).